# D'Oude Morsch
D'Oude Morsch is een woonbuurt in de Nederlandse stad Leiden, die deel uitmaakt van het district Binnenstad-Noord.